# Macau Masters
Macau Masters ist der Name verschiedener Turniere in der Billardvariante Snooker, die in den Jahren 2018 und 2023 in der chinesischen Sonderverwaltungszone Macau ausgetragen wurden.

## Geschichte
Die ehemalige portugiesische Kolonie Macau, ein an der Südküste Chinas an der Perlflussmündung 60 km von Hongkong entfernt gelegener Glücksspielort, wurde 2018 erstmals als Austragungsort eines Snookerturniers für Profispieler ausgewählt. Neben dem 2015 wiederbelebten World Cup experimentierte man mit weiteren Teamwettbewerben. Beim Macau Masters war die Besonderheit, dass es keine nationalen Mannschaften gab, sondern zwei Teams mit je zwei britischen und zwei chinesischen Spielern. Das Turnier wurde vom Snookerweltverband veranstaltet und in die Snooker-Saison 2018/19 eingegliedert.
Der Name Macau Masters wurde 2023 für zwei weitere Turniere für Einzelspieler verwendet. Diese waren lokale Veranstaltungen, bei denen hochrangige Profis antraten. Sie bekamen besondere Aufmerksamkeit durch eine Kontroverse zwischen den Spielern und dem Weltverband. Ursprünglich sollte das erste Turnier im Oktober stattfinden, zur selben Zeit wie das Hauptturnier der Northern Ireland Open. Die betreffenden Spieler hatten deshalb auf die Teilnahme am WST-Turnier verzichtet. Der Verband war jedoch der Meinung, dass seinem Ranglistenturnier durch die Parallelveranstaltung geschadet werde. Er sah eine Verletzung der Profiverpflichtungen und drohte mit Disziplinarmaßnahmen. Gelöst wurde der Konflikt dadurch, dass das Macau Masters vom Herbst in Absprache mit den Veranstaltern auf die Weihnachtszeit verlegt und die Terminüberschneidung damit beseitigt wurde.
Durch die Verschiebung rückten die beiden Exhibition-Events zeitlich zusammen, sie fanden vor bzw. nach dem 25. Dezember statt. Es handelte sich aber um zwei völlig verschiedene Turniere: Veranstaltungsorte, Sponsoren, Teilnehmerzahl, angetretene Spieler, Dauer, Formate und Preisgelder unterschieden sich bei den beiden Veranstaltungen.

## Ergebnisse

### Teamwettbewerb 2018
| Jahr | Austragungsort | Sieger                                                           | Ergebnis | Finalisten                                                  | Hauptsponsor | Saison  |
| ---- | -------------- | ---------------------------------------------------------------- | -------- | ----------------------------------------------------------- | ------------ | ------- |
| 2018 | Marriott Hotel | Team B: - Barry Hawkins - Ryan Day - Zhao Xintong - Zhou Yuelong | 5:1      | Team A: - Joe Perry - Zhang Anda - Mark Williams - Marco Fu | D88 Sports   | 2018/19 |

### Einzelwettbewerbe 2023
| Jahr           | Austragungsort | Sieger        | Ergebnis | Finalist      | Hauptsponsor |
| -------------- | -------------- | ------------- | -------- | ------------- | ------------ |
| 2023 – Event 1 | Studio City    | Mark Selby    | 6:3      | Ali Carter    | Melco Style  |
| 2023 – Event 2 | Wynn Palace    | Mark Williams | 9:6      | Jack Lisowski | Wynn         |